# Stenopterygius
A Stenopterygius a hüllők (Reptilia) osztályának fosszilis ichthyoszauruszok (Ichthyosauria) rendjébe, ezen belül a Stenopterygiidae családjába tartozó nem.

## Tudnivalók
A Stenopterygius a jura kor egyik halgyíkja volt. Az állat a Toarci és az Aaleni korszakokban élt, Európa területén. Angliában, Franciaországban, Németországban és Luxemburgban találták meg maradványait. Az állat hossza legfeljebb 4 méter volt.
A Stenopterygius testfelépítése nagyon hasonlít az Ichthyosauruséra, de kisebb a koponyája és keskenyebbek az úszói. Németországban jól megmaradt kövületek kerültek elő. A koponya csőrszerű szájban végződött, amelyen számos nagy fog ült. A végtagjai úszókká alakultak át. A farok félkör alakú, és bőrszerű volt; hátán egy háromszög alakú úszó helyezkedett el.
A Stenopterygius életmódja hasonlíthatott a mai delfinekéhez. Idejének nagy részét a nyílt tengeren töltötte, ahol halakra, fejlábúakra és más állatokra vadászott. A gyomrában sokszor meg lehet találni ezeket az állatokat.
Egy híres kövület, egy anyát és kölykét mutatja szülés alatt (a halgyíkok elevenszülők voltak). Ez a kövület bizonyíték arra, hogy a kis halgyíkok farokkal előre jöttek a világra, úgy mint a mai cetek. Ez megakadályozta, hogy megfulladjanak szülés alatt.

## Rendszerezés
A nembe az alábbi fajok tartoznak:
- Stenopterygius quadriscissus (Von Quenstadt, 1858) Jaekel, 1904 (típusfaj)
- Stenopterygius longifrons (Owen, 1881) Von Huene, 1939
- Stenopterygius megalorhius  Von Huene, 1922
- Stenopterygius hauffianus Von Huene, 1922
- Stenopterygius bambergensis
- Stenopterygius banzenzis
- Stenopterygius cayi
- Stenopterygius crassicostatus Von Huene, 1951
- Stenopterygius uniter Von Huene, 1931

## Képek

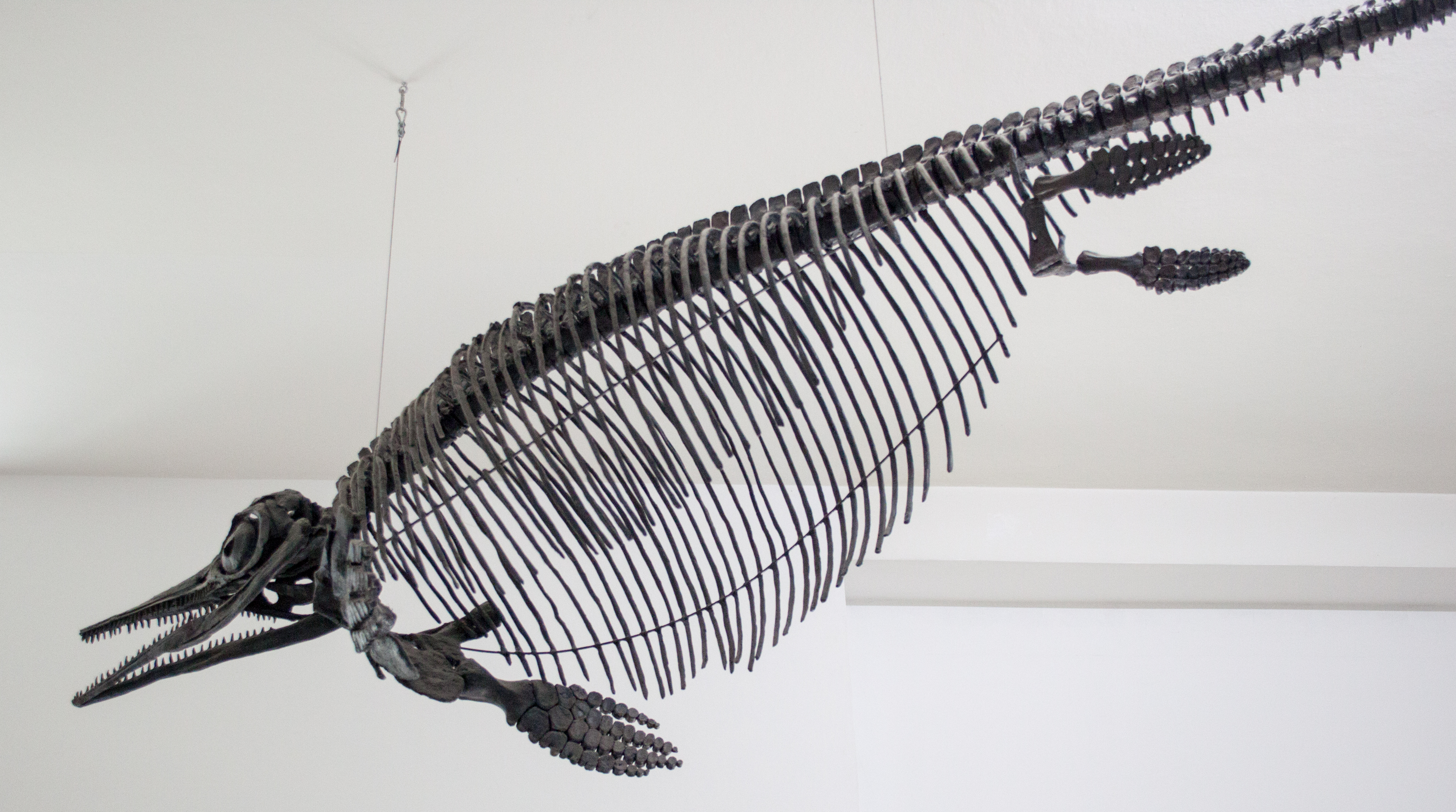
Stenopterygius a Müncheni Palaeontológiai Múzeumban
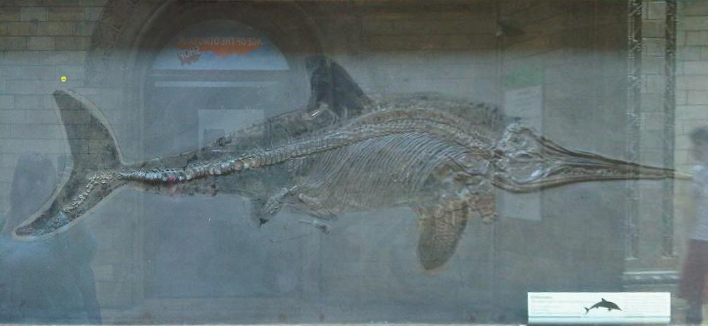
Stenopterygius quadriscissus csontváz rekonstrukciója a londoni Természettudományi Múzeumban
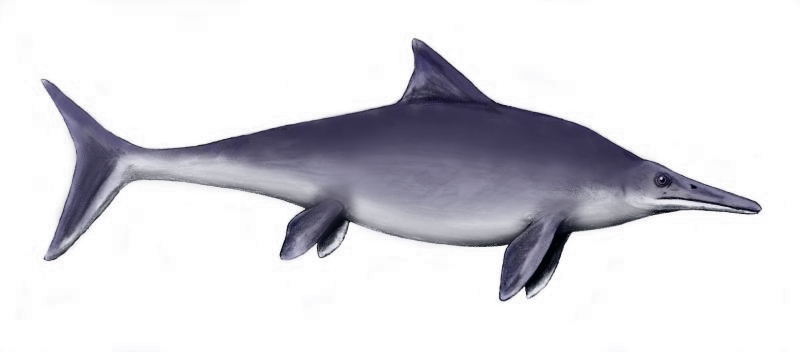
Rajz az állatról
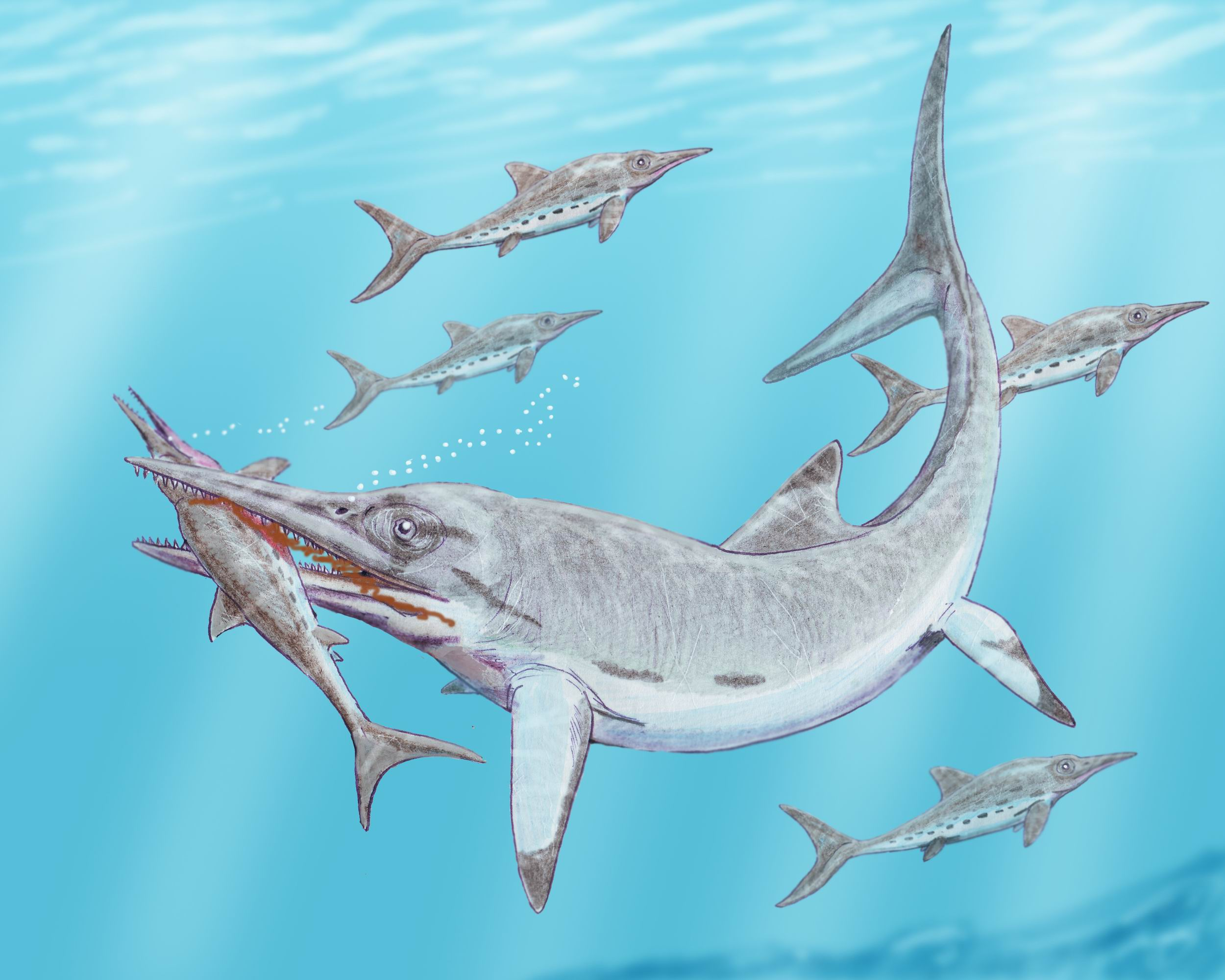
Egy Temnodontosaurus Stenopterygiusokra támad